# قائمة قلاع رومانيا

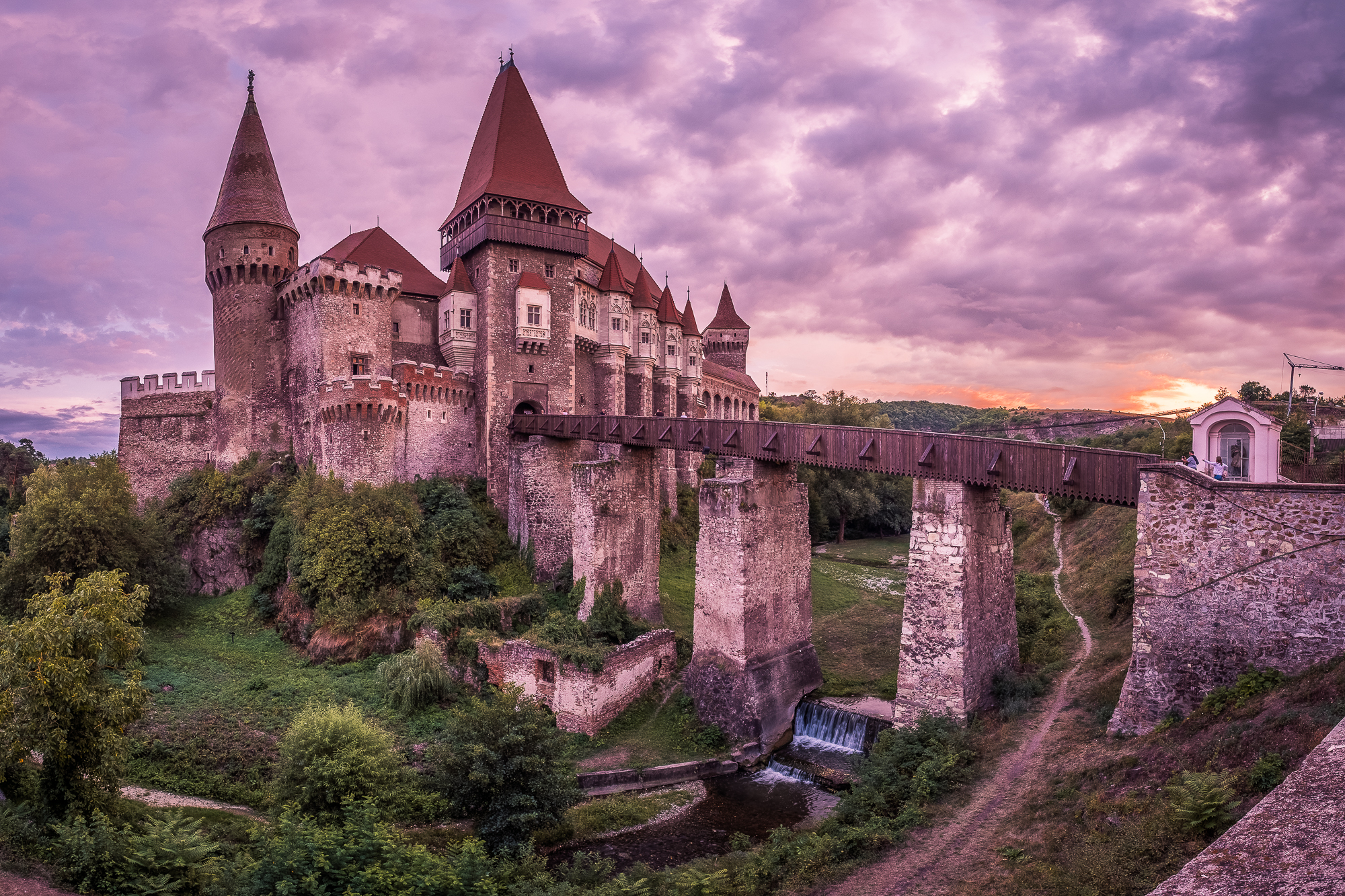
قلعة هونيدوارا

القَلْعَة هو حصن منيع يشيَّد في موقع يصعب الوصول إليه، وغالبًا ما يكون على قمة جبل أو مشرفًا على بحر، وقد وجد بعضها مشيداً على أرض منبسطة.

## قائمة قلاع رومانيا
تحتوي هذه القائمة على أسماء القلاع في رومانيا.
- سوتشافا

- قصر بيليش
- قلعة بران
- قلعة هونياد
- قلعة هونيدوارا